# Теректинський сільський округ (Теректинський район)
Теректи́нський сільський округ (каз. Теректі ауылдық округі, рос. Теректинский сельский округ) — адміністративна одиниця у складі Теректинського району Західноказахстанської області Казахстану. Адміністративний центр — село Теректи.
Населення — 5791 особа (2021; 5449 у 2009, 6043 у 1999, 6400 у 1989).
Станом на 1989 рік існувала Федоровська сільська рада (села Федоровка, Яїк) та Червоножовтнева сільська рада (села Джамбул, Донецьк, Кабил-Тобе). 2011 року було ліквідовано село Шаракап. До 2022 року сільський округ називався Федоровським.

## Склад
До складу округу входять такі населені пункти:
| Населений пункт | Старі назви        | Населення, осіб (1989) | Населення, осіб (1999) | Населення, осіб (2009) | Населення, осіб (2021) |
| --------------- | ------------------ | ---------------------- | ---------------------- | ---------------------- | ---------------------- |
| Вербовий, село  | -                  | -                      | 14                     | -                      | -                      |
| Кабилтобе, село | Кабил-Тобе         | 153                    | 155                    | 84                     | 42                     |
| Таксай, село    | Донецьк            | 339                    | 299                    | 188                    | 124                    |
| Теректи, село   | Федоровка          | 5303                   | 4956                   | 4597                   | 5143                   |
| Шаракап, село   | Джамбул, Шарак-Коп | 80                     | 41                     | 6                      | -                      |
| Яїк, село       | -                  | 525                    | 578                    | 574                    | 482                    |